# Route nationale 33 (Congo-Kinshasa)
Pour les articles homonymes, voir Route nationale 33.
La route nationale 33 (RN33) est une route nationale de la République démocratique du Congo parcourant 768 km.

## Parcours
Elle traverse les districts du Haut-Lomami et du Tanganyika, et relie la RN1 à Kabondo Dianda, à la RN5 au nord de Kalemie.
Les villes principales traversées par la RN6 sont, d’Ouest en Est : Kabondo Dianda, Mulombo-Nkulu, Manono, Nyunzu, Nyemba, Kalemie.
La RN33 est connectée aux routes nationales : RN1, RN5.